# Curtis Lundy

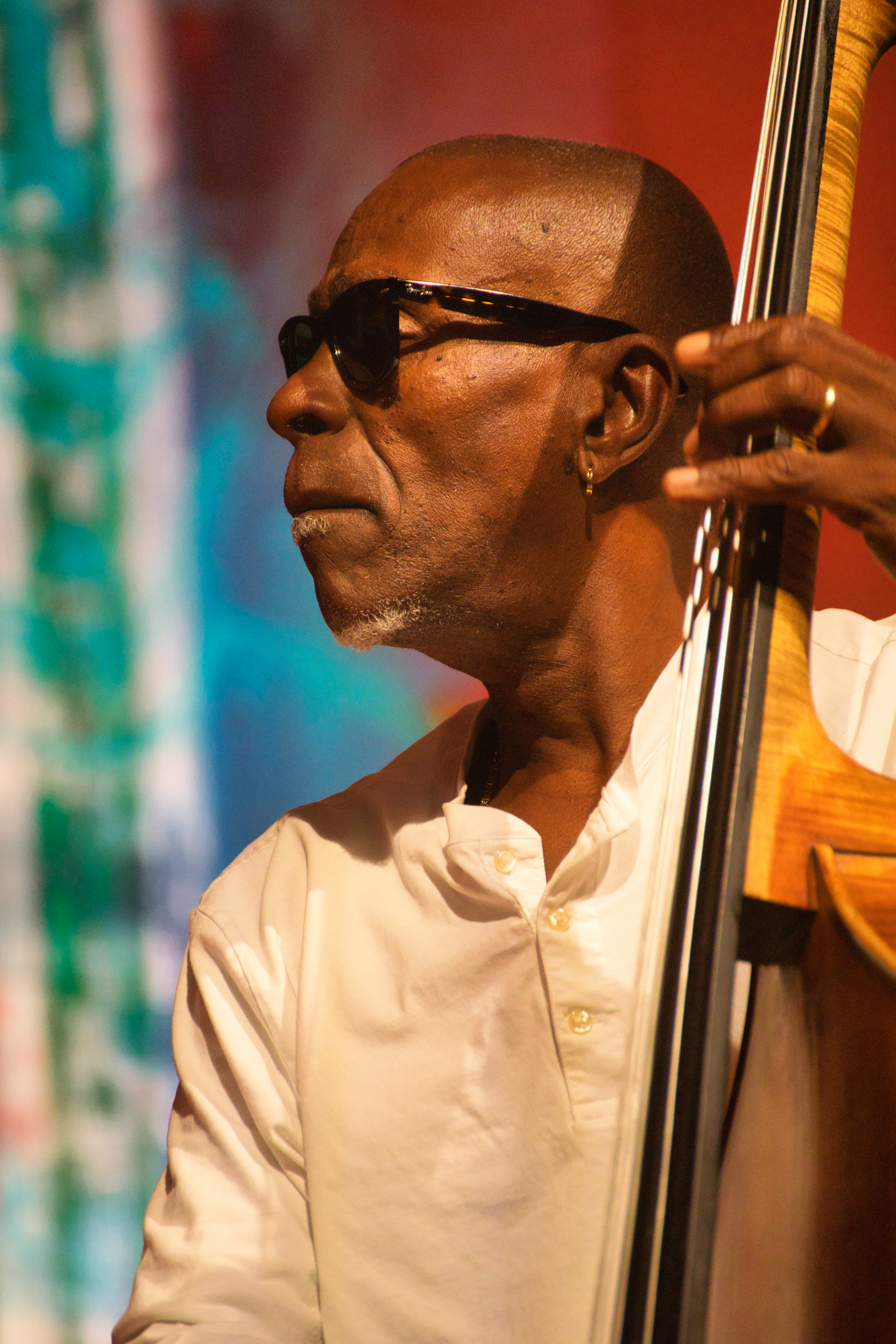
Curtis Lundy auf dem INNtöne Jazzfestival 2024

Curtis Lundy (* 1. Oktober 1956 in Miami, Florida) ist ein amerikanischer Jazz-Bassist, Komponist, Produzent und Arrangeur des Postbop.

## Leben und Wirken
Lundy wurde bekannt durch seine Arbeit für die Jazzsängerin Betty Carter, in deren  Band er mit Musikern wie Jack DeJohnette, Dave Holland und Don Braden spielte. Lundy arbeitete auch mit John Hicks, Bobby Watson, dem Steve Nelson Quintet und mit Johnny Griffin. Zu hören ist er u. a. auch auf Pharoah Sanders’ Album Live at Fabrik, Hamburg 1980 (ed. 2023).
1988 brachte Lundy sein erstes Album heraus, Just Be Yourself. 1991 wirkte er als Gastmusiker beim Album Underground des Bläserensembles Twenty-Ninth Street Saxophone Quartet mit. Später nahm er als Leader auf dem Jazzlabel Justin Time Records die Alben Against All Odds (1999) und Purpose (2002) auf, begleitet von John Hicks und Anthony Wonsey.
Lundys Schwester ist die Jazzsängerin Carmen Lundy.